# 산피에로아시에베
산고덴초(이탈리아어: San Piero a Sieve)는 이탈리아 토스카나주 피렌체현에 있는 코무네다. 피렌체에서 북쪽 20km 거리에 있다.